# Hopea brachyptera
Hopea brachyptera är en tvåhjärtbladig växtart som först beskrevs av Foxw., och fick sitt nu gällande namn av Van Slooten. Hopea brachyptera ingår i släktet Hopea och familjen Dipterocarpaceae. Inga underarter finns listade i Catalogue of Life.